# M32p
M32p là tên của một cựu thiên hà được các nhà khoa học thuộc Đại học Michigan giả thuyết rằng đã từng tồn tại và bị sáp nhập vào thiên hà Andromeda khoảng 2 tỷ năm trước. M32p có thể là thiên hà lớn thứ 3 trong nhóm Địa phương và được coi là chị em với Ngân Hà.